# Slot Mariedal
Slot Mariedal is een kasteel in de gemeente Götene in de Zweedse provincie Västra Götalands län. Architect Jean de la Vallee ontwierp dit kasteel in 1666 in opdracht van Magnus Gabriel de la Gardie. Hij vernoemde dit naar zijn vrouw, Maria Euphrosyne van Palts, zuster van koning Karel X van Zweden. Het hoofdgebouw bestaat uit een stenen huis met twee verdiepingen in de barokstijl. Sinds 1938 is de familie Virgin eigenaar van het kasteel en vanaf 2005 is de eigenaar Ivar Hemming Christian Virgin.

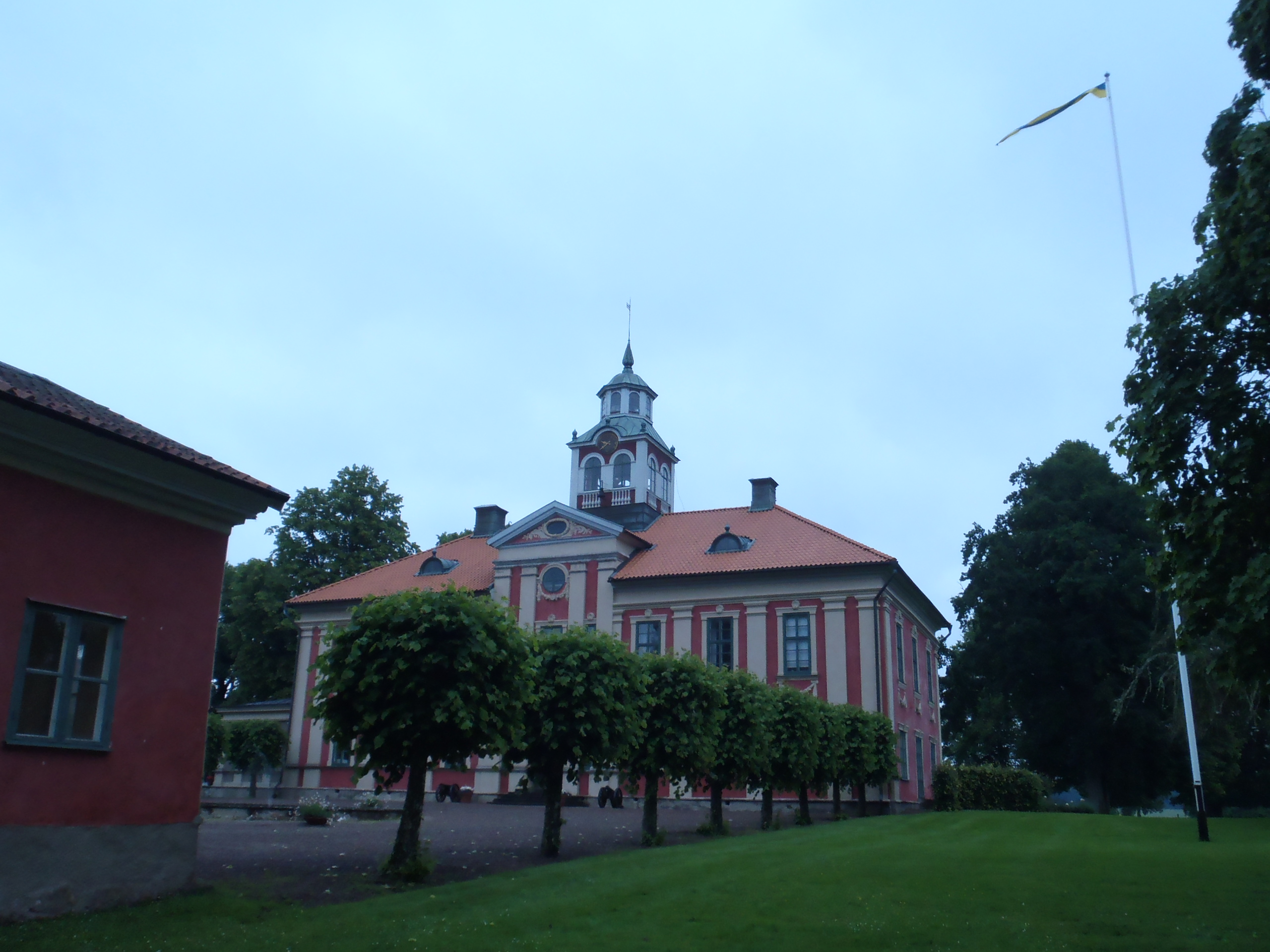
Slot Mariedal in 2012.